# Смоленский 3-й уланский полк

Сдача армии Гергея Русским войскам, «История 3-го Уланского Смоленского Императора Александра III полка 1708 — 1908». Составлена подполковником В. Годуновым и 3-го Уланского Смоленского Императора Александра III полка поручиком А. Королевым, Либава, 1908 год.

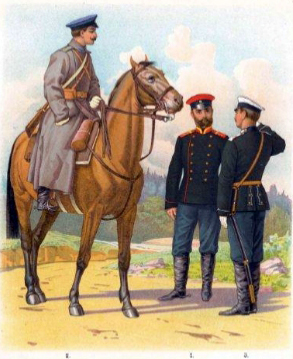
1) Вахмистр 7-го Драгунского Новороссийского Е. И. В. Великого Князя Владимира Александровича полка
2) Рядовой 8-го Драгунского Смоленского Императора Александра III полка
3) Рядовой 9-го Драгунского Елисаветградского полка. 1897 г.

 3-й уланский Смоленский Императора Александра III полк — армейская кавалерийская воинская часть (уланский полк) ВС России.
Старшинство конного формирования: с 28 июля 1708 года. Полковой праздник: 28 июля, день Смоленской иконы Божией Матери, Одигитрии.

## Места дислокации
- 1820 год — местечко Мишурин Рог Екатеринославской губернии[2]. Полк входил в состав 3-й Драгунской дивизии.
- Александровский штаб, близ Волковышки Сувалкская губерния.

## История
Краткая история полка с момента его сформирования, под различными действительными наименованиями: 

### Рославский драгунский шквадрон
- 28 июля (8 августа) 1708 — Из Смоленского шляхетства сформирован Смоленским воеводой Салтыковым Рославский драгунский шквадрон[3] в составе пяти фузилёрных рот («для всегдашней пограничной предосторожности и содержания форпостов и других пограничных же надобностей»). На сформирование шквадрона поступило 598 шляхетских рейтарских драгунских детей и недорослей, имевших за собой поместья в Смоленской губернии. Шквадрон был создан по образцу драгунских (фузилёрных) полков, но в штатное число войск не входил, и служившие в полку довольствовались поместным окладом (нижние чины не получали денежного оклада, но получали провиант). Служба для офицеров и нижних чинов была пожизненной.
- 1709 — Шквадрону подарена икона Смоленской Божьей Матери Одигитрии.
- 1715 — Утверждён штат полка в 760 человек.
- 1724 — Приказ правительства о роспуске шквадрона.
- 1725 — По настойчивым ходатайствам полковника Челищева шквадрон сохранён, но был полностью переведён на содержание Смоленского дворянства.
- 1731 — Приказано привести шквадрон к составу Московского гарнизонного шквадрона (481 чел. в мирное время и 541 в военное).
- 23 ноября (4 декабря) 1733 — Участвовал в войне за польское наследство. Направлен в Литву в распоряжение генерал-майора князя Репнина. Нёс охранную службу от Витебска до Быхова.
- 29 марта (9 апреля) 1736 — Вернулся в Смоленск.
- 26 июля (6 августа) 1736 — Чины шквадрона, имеющие лошадей и амуницию, отправлены в Киев для содержания форпостов по реке Днепр.
- Ноябрь 1737 — Шквадрон вернулся в Смоленск.

### Смоленский ландмилицкий конный полк
- 8 (19) января 1765 — Повелением императрицы Екатерины II служба Рославского шквадрона упразднена как «вовсе бесполезная». Взамен Смоленскому губернатору генерал-аншефу графу Фермору повелено сформировать Смоленский ландмилицкий конный полк драгунского строя в составе пяти эскадронов по две роты в каждом (922 человека и 766 строевых лошадей) с содержанием от казны.
- 11 (22) января 1765 — Полк сформирован. Комплектовался из смоленских рейтар и шляхтичей, а недостаток рекрутов восполняла Военная коллегия. Полку поручена прежняя служба по охране польской границы. Штаб-квартира перенесена в село Каспля.
- 1766 — Каждый эскадрон разделён на два полуэскадрона и четыре капральства.

### Смоленский драгунский полк
Ранее название «Смоленский драгунский» носили драгунский полк Ивана Астафьева, сформированный в 1701 году (с 1708 по 1712 год), и Архангелогородский драгунский полк (с 1727 по 1762 год).
- 3 (14) июля 1774 — Именной указ императрицы Екатерины II генерал-аншефу, командиру лёгкой конницы Григорию Александровичу Потёмкину сформировать Смоленский драгунский полевой полк и состоять при нём шефом.
- 8 (19) октября 1774 — Полк отправлен к Симбирску в распоряжение графа Панина для того, чтобы отконвоировать в Москву Емельяна Пугачёва.
- 16 (27) января 1775 — Смоленский ландмилицкий конный полк (последним из ландмилицких полков) переформирован в Туле в Смоленский драгунский с присоединением 16-й и 17-й лёгких полевых команд в полном составе и драгунских команд 20-й и 21-й полевых команд, а также 150 лучших людей от разных мушкетёрских, гренадерских и гарнизонных полков. Штат полка составлял 1816 нижних чинов, 5 чиновников и 58 офицеров. Полк был разделён на десять эскадронов, восемь из которых были сведены в два батальона, а два эскадрона в качестве запасных включались в армейский резерв.
- 1775 — Участвовал в подавлении разбойных шаек в Пензенской и Саратовской губерниях.
- Сентябрь 1776 — На Кубани, в составе отряда бригадира Бринка, назначенном для обуздания ногайцев. В Тамани пополнен 300 казаками из полков Кутейникова, Барабанщикова и Лесовского.
- 30 января (10 февраля) 1777 — В пешем строю участвовал во взятии г. Темрюка.
- 25 апреля (6 мая) 1779 — По ходатайству Потёмкина выведен в Коломну для отдыха.
- Сентябрь 1779 — Прибыл в Минск.
- Весна 1780 — В Харьковской губернии.
- Весна 1786 — Включён в состав Украинской армии под командованием ген. Кутузова, сосредоточенной в устьях Днепра и Буга.
- 1787 — В составе Кинбурнского корпуса генерал-аншефа Суворова, прикрывающего Крым.
- Конец августа 1787 — Полк направлен на рекогносцировку под Николаев и Очаков, после чего был включён в оборонительный участок генерал-майора Кастро-де-Лацерти (от устья Буга до Херсона).
- Октябрь 1787 — Отведён на зимние квартиры в район Збурьевска и Алёшки.
- 1788—1790 — Участвовал в русско-турецкой войне.
  - Июнь 1788 — В составе Екатеринославской армии выступил к Очакову. Включён в Херсонский отряд генерал-поручика В. В. Нащокина для наблюдения за движением противника к Крыму и обеспечения связи между Крымом и Бериславлем. К концу месяца переведён под Очаков для участия в осаде.
  - 16 (27) июля 1788 — Полковник Кишенский прибыл ко двору Её Императорского Величества с известием о поражении турецких армии и флота под Очаковом, привезя с собой захваченные флаги османского флота и знамёна турецкой армии.
  - 6 (17) декабря 1788 — В пешем строю участвовал в штурме Очакова, потеряв убитым подпоручика Радина и более 120 нижних чинов убитыми и ранеными.
  - 1789 — Провёл кампанию в армии Потёмкина, участвовал во взятии замка Хаджибей, Паланки, Аккермана и Бендер.
  - Весна 1790 — Выступил в поход к крепости Измаил.
  - 11 (22)—12 (23) декабря 1790 — Участвовал в штурме Измаила (часть полка под командованием подполковника Энгельгардта входила в десантный отряд принца Карла Де Линя, и после ранения принца Энгельгардт вступил в командование отрядом).
- 16 (27) декабря 1790 — Выступил в Белоруссию на соединение с войсками, выставленными против Польши.
- 1792 — Участвовал в войне с польскими войсками в составе Литовской армии генерала Кречетникова (3-я колонна генерал-поручика графа Меллина).
  - 31 (11 июня) мая — Участвовал в сражении с литовско-польской армией под Миром.
  - 7 (18) июля) — Участвовал в сражении под Варшавой (3-й и 4-й эскадроны в составе Донского казачьего полка Денисова).
  - После раздела Польши расквартирован в Кракове.
- Весна 1793 — Штаб полка с восемью эскадронами переведён в окрестности Луцка.
- 1794 — Участвовал в подавлении Польского восстания.
  - Март — 2-й эскадрон захвачен врасплох восстанием в Кракове, отступил к Опатову, потеряв 5 нижних чинов убитыми и 2 офицеров пленными.
  - 24 марта (4 апреля) — Участвовал в сражении у д. Рославицы.
  - 6—8 (19) апреля — 1-й эскадрон в составе Варшавского гарнизона окружён восставшими и вынужден с боем пробиваться из города, прикрывая отход обоза.
  - 26 мая (6 июня) — Участвовал в сражении у д. Щекоцин. На левом фланге атаковал и опрокинул польскую кавалерийскую бригаду Бернацкого.
  - Конец июля — В составе корпуса генерал-майора Ферзена участвовал в осаде Варшавы.
  - 29 сентября (10 октября) — Участвовал в сражении при м. Мацеовицы с корпусом Костюшко  в составе правой колонны главных сил генерал-майора Хрущова.
  - 14 (25) октября — Присоединён к корпусу Суворова близ Станиславова.
  - 15 (26) октября — В пешем строю участвовал в бою у д. Кобылки.
  - 22 октября (2 ноября) — В составе корпуса Потёмкина прибыл для штурма Праги.
  - 24 октября (4 ноября) — Участвовал в штурме Праги (5 эскадронов под командованием полковника Чичерина в 3-й штурмовой колонне и 5 эскадронов под командованием подполковника Щербачёва в 4-й штурмовой колонне).
  - 29 октября (9 ноября) — Вступил в Варшаву.
  - 30 октября (10 ноября) — 7 ноября — В составе корпуса графа Денисова преследовал повстанческий отряд генерала Вавржецкого.
- 1796 — Вошёл в состав корпуса Суворова в Могилёве.
- Январь 1797 — Переформирован в 5 эскадронов, для чего шесть эскадронов были сведены в пять, а четыре обращены в пехоту[4], вся полковая артиллерия отчислена. Полку назначена новая форма (воротник, лацканы, обшлага и погоны оранжевые, аксельбанты и пуговицы жёлтые; у офицеров на кафтане золотые петлицы с кисточками).
- Январь 1797 — Отправлен в Крым для присоединения к 9-й Таврической инспекции генерала Каховского, расквартирован в с. Карасубазар.
- 1798 — Переименован по шефу в Драгунский генерал-майора фон Бринкена полк.
- 13 (24) февраля 1800 — Переименован по шефу в Драгунский генерала от кавалерии Михельсона I
- 29 марта (10 апреля) 1801 — Переименован в Смоленский драгунский полк.
- 16 (28) мая 1803 — Эскадрон полковника Петров отделён для формирования Новороссийского драгунского полка.
- 1805 — Запасный полуэскадрон под командованием капитана Белокрыльцева отчислен для формирования Житомирского драгунского полка (расформирован в 1851 году).
- 4 (16) мая 1806 — Причислен к 13-й дивизии генерал-лейтенанта Дюка де Ришельё, расквартирован в Карасубазаре.
- 1806—1812 — Участвовал в русско-турецкой войне.
  - 13 (25) декабря 1806 — Полк выступил в поход.
  - 3 (15) марта 1807 — Назначен в первую линию корпуса, осаждающего Измаил.
  - 6 (18) марта 1807 — Отличился при отбитии неприятельской вылазки.
  - 3 (15) апреля 1807 — Отряд охотников под командованием майора Деконского захватил неприятельские суда, прикрывавшие подвоз припасов в окружённую крепость.
  - 12 (24) июня 1807 — Двумя эскадронами участвовал в отбитии неприятельской вылазки.
  - Июль 1809 — Включён в резервный корпус генерал-лейтенанта А. Ф. Ланжерона, приписан к особому отряду генерал-майора А. Л. Воинова, назначенному следить за Измаилом.
  - 14 (26) сентября 1809 — Сдача Измаила.
  - Февраль 1810 — Включён в 6-й корпус (1 (13) апреля переименован во 2-й корпус) генерал-майора Ланжерона.
  - 21 (2 июня)—30 мая (11 июня) 1810 — Осада и занятие Силистрии.
  - 23 июня (5 июля) 1810 — В составе корпуса присоединился к армии, осаждающей Шумлу.
  - 8 (20) июля 1810 — Бой у д. Дерикой.
  - Август 1810 — Осада Рущука, сражения (в составе отряда Уварова) на р. Янтре и у Батина.
  - 10 (22) октября 1811 — Занятие Туртукая.
  - 11 (23) октября 1811 — Занятие Силистрии.
- 1812 — Участвовал в Отечественной войне.
  - 19 (31) июля — Вместе с Дунайской армией адмирала П. В. Чичагова выступил из Валахии в составе 2-го корпуса генерал-лейтенанта Эссена 3-го для соединения с обсервационной армией А. П. Тормасова и совместных действий против соединённой австро-саксонской армии Шварценберга.
  - 28 сентября (10 октября) — Причислен к 4-му корпусу 3-й западной армии.
  - 29 сентября (11 октября) — В составе корпуса атаковал арьергардные части Шварценберга на переправе через реку Лесна.
  - 6 (18) октября — Участвовал в бою при реке Цна.
  - 15 (27) октября — При выступлении армии Чичагова к Березине вместе с другими частями корпуса поступил под командование Сакена для действий против соединённых сил Шварценберга и Ренье.
  - Ноябрь — Находясь в арьергарде Сакена, прикрывал отступление главных сил к Бресту.
- 1813—1815 — Участвовал в Заграничном походе русской армии.
  - 26 января (7 февраля) 1813 — В составе армии генерала М. А. Милорадовича участвовал во взятии Варшавы.
  - Полк причислен к 4-й драгунской дивизии. Ввиду значительного некомплекта личного состава полностью укомплектованные 1-й и 6-й эскадроны под командованием капитана Клюева остались в действующей армии, а 2-й, 3-й, 4-й и 5-й эскадроны под командованием полковника Деконского вошли в резервную армию генерала А. С. Кологривова для доукомплектования.
  - 10 (22) марта 1813 — В составе особого отряда Сакена участвовал во взятии Ченстохова.
  - Во время перемирия причислен к Силезской армии Г. Л. Блюхера (3-я драгунская дивизия генерал-лейтенанта И. В. Васильчикова, 2-я бригада генерал-майора С. Д. Панчулидзева).
  - Август 1813 — Сражения у Кайзервальде, Бунцлау, при реке Кацбах.
  - Сентябрь 1813 — Занятие Бауцена, сражения при Рейхенбахе и Мейсене.
  - 4 (16)—7 (19) октября 1813 — Битва народов под Лейпцигом.
  - 9 (21) октября 1813 — Сражение под Люценом.
  - Декабрь 1813 — Осада крепости Майнц. К полку прибыл из резервной армии 4-й эскадрон. Полк возглавил прибывший с пополнением штабс-капитан Пузыревский.
  - 20 декабря (1 января) 1813 (1814) — Переправа через Рейн.
  - Январь 1814 — Занятие Нанси, сражения при Бриенне (полк захватил восемь пушек), Ла-Ротьере и Монмирале.
  - Февраль 1814 — Сражение при Краоне (здесь тяжело раненый Пузыревский передал командование полком штабс-капитану Домброва) и Лаоне.
  - 13 (25) марта 1814 — Сражение при Фер-Шампенуазе.
  - 28 августа (9 сентября) 1814 — Полк вернулся в Волынскую губернию.
  - Октябрь 1814 — Расквартирован в Гродненской губернии. Причислен к 1-й бригаде 3-й драгунской дивизии генерал-лейтенанта И. И. Алексеева, входящей в состав 6-го пехотного корпуса.
- 1815—1818 — Второй поход во Францию
  - 21 июня (3 июля)—12 (24) июля 1815 — Блокада крепостей Бич (1 и 2 эскадроны), Мец (4 эскадрон) и Зарлуи (3, 5 и 6 эскадроны).
  - По прекращении военных действий оставлен во Франции в составе отдельного русского корпуса генерал-лейтенанта графа М. С. Воронцова. Расквартирован в окрестностях г. Ретель.
  - 27 октября (8 ноября) 1818 — Выступил в поход в Россию. По возвращении расквартирован в Екатеринославской губернии, вошёл в состав 3-й драгунской дивизии генерала барона К. А. Крейца (7-й пехотный корпус 2-й армии).
- 1821 — Мобилизация в связи с восстанием в Пьемонте.
  - Полк приведён в шестиэскадронный состав.
  - 21 марта (2 апреля) — Полк выступил в поход.
  - 16 (28) апреля — Соединился с Курляндским драгунским полком в Виннице.
- 1823 — Полку назначена серая масть лошадей.

### Смоленский уланский полк
- 6 (18) октября 1827 — Вместе с прочими драгунскими полевыми полками (Спб., Харьков. и Курлянд.[5]) 3-й драгунской дивизии переименован в уланский[6][5]. Дивизия названа 4-й уланской, а полк Смоленским уланским (6 действующих эскадронов и один запасной). Полку присвоены цвета: куртка, клапаны на воротнике, вальтрап и кушак тёмно-синие; воротник, обшлага, лацкан, выпушки, полоски кушака, обкладка вальтрапа и нижняя половина флюгера жёлтые; верхняя половина флюгера и эполеты белые.
  - 25 сентября (7 октября) 1827 — Прибыл в Болград (Бессарабия). Включён в состав 6-го корпуса генерал-лейтенанта Рота.
  - 2 (14) ноября 1827 — Прибыл в Ямполь, где был преобразован в уланский. Приступил к несению кордонной службы на турецкой границе по случаю появления чумы в Турции.
- 1828—1829 — Участвовал в русско-турецкой войне.
  - 1 (13) апреля 1828 — В четырёхэскадронном составе выступил к р. Прут.
  - 9 (21) мая 1828 — Два эскадрона с двумя конными орудиями участвовали в стычке с турецким конным полком у крепости Журжа.
  - 16 (28) мая 1828 — Сжёг деревню Сомми.
  - 21 мая (2 июня) 1828 — Первый дивизион участвовал в сражении при Слободзее.
  - 9 июня (21 июня) 1828 — Прибыл для участия в осаде Силистрии.
  - 30 августа (11 сентября) 1828 — Участвовал в бою с турецким отрядом, присланным в Силистрию из Шумлы.
  - 3 (15) сентября 1828 — Участвовал в отражении вылазки из крепости.
  - 20 сентября (2 октября) 1828 — Присоединился к войскам, осаждавшим Шумлу.
  - 29 апреля (11 мая) 1829 — Выступив с зимних квартир, переправился через Дунай на пути к Силистрии.
  - 14 (26) мая 1829 — Отправлен в составе отряда барона Крейца к Разграду для борьбы с турецким военным ополчением.
  - 20 мая (1 июня) 1829 — В составе авангарда генерал-майора Шереметьева участвовал в атаке на турецкий лагерь при д. Эскимиле.
  - 7 (19) июля 1829 — Участвовал в атаке на укреплённый турецкий лагерь у с. Дервиш-Джевана.
  - 10 (22) июля 1829 — Участвовал в бою с турецким отрядом сераскира Абдурахман-паши при р. Инжакиой, после чего овладел двумя морскими батареями турок, защищавшими корабельную верфь. Участвовал в сражении у крепости Мисемврия.
  - 11 (23) июля 1829 — Участвовал во взятии Бургаса.
  - 13 (25) июля 1829 — Участвовал во взятии крепости Айдос.
  - 19 (31)—20 июля (1 августа) 1829 — Участвовал в сражении при Ямполе.
  - 31 июля (12 августа)1829 — Участвовал в бою под Сливной.
  - Август 1829 — Участвовал в занятии Адрианополя, Демотики, Яроголя и Эноса.
  - 8 (20) ноября 1829 — Отошёл на зимние квартиры к Бургасу.
- 6 (18) апреля 1830 — Высочайше пожалованы знаки на шапки с надписью «За отличие».
- 1831 — Участвовал в подавлении Польского восстания.
  - Апрель — В составе 2-й бригады 5-й уланской дивизии разгромил банду Ушицкого.
  - 2 (14) мая — Участвовал в разгроме отряда повстанцев Колышко у Дашева.
  - 11 (23) мая — Участвовал в сражении с повстанцами у с. Майданек.
- Октябрь 1831 — Прибыл на зимние квартиры в Заславль.
- 1833 — Преобразован в состав 6 действующих, 2 фланкёрских и 1 резервного эскадрона, для чего к полку присоединены 1 и 2 эскадроны Польского уланского полка с присвоенным Польскому полку 29 октября (10 ноября) 1827 года штандартом. Причислен к 2-й бригаде 2-й лёгкой кавалерийской дивизии 2-го пехотного корпуса.
- 21 марта (2 апреля) 1833 — Полку присвоено обмундирование Санкт-Петербургского уланского полка (воротник, лацкан, обшлага, выпушки, полоски кушака, шапка, подбой эполет, обкладка вальтрапа и нижняя половина флюгера оранжевые; клапаны на воротнике синие; номер «3» на шапке; пуговицы белые; лошади гнедые).
- 16 (28) августа 1833 — 2-я бригада переименована в 1-ю.
- 1843 — Переименован в Уланский Е. И. В. Великого Князя Николая Александровича полк.
- 1849 — Участвовал в Венгерской кампании.
  - Начало года — Расквартирован в польском городе Бяла. Входил в состав 2-й лёгкой кавалерийской дивизии генерал-лейтенанта В. Г. Глазенапа 2-го пехотного корпуса генерал-лейтенанта П. Я. Куприянова.
  - 5 (17) июня — Выступил с главными силами армии из Дуклы.
  - 1 (13) июля — Прибыл в Гатван, где был включён в состав 3-й лёгкой кавалерийской дивизии генерал-лейтенанта Офферберга 3-го пехотного корпуса генерал-адъютанта графа Ридигера.
  - 3 (15) июля — В составе дивизии участвовал в бою при Харасте.
  - 5 (17) июля — Участвовал в наступлении на Вайцен.
  - 8 (20) июля — Участвовал в преследовании неприятеля у деревни Тур.
  - 21 июля (2 августа) — Участвовал в сражении при Дебрецене.
  - 14 (26) августа — 4 эскадрона полка в составе отряда генерала Карловича принудили к сдаче крепость Мункач.
  - 14 (26) сентября — Полк покинул Венгрию и расположился в Ленчицах Калишской губернии.
- 19 февраля (3 марта) 1855 — Переименован в Уланский Его Императорского Высочества (Е. И. В.) Наследника Цесаревича полк.
- 26 июня (8 июля) 1856 — Переформирован в состав шести действующих и двух резервных эскадронов.
- 18 (30) сентября 1856 — Переформирован в состав четырёх действующих и одного резервного эскадрона.
- 1 (13) ноября 1856 — Сформирован второй резервный эскадрон.
- 1857 — Причислен ко 2-му армейскому корпусу.
- 19 (31) марта 1857 — Переименован в Смоленский уланский Е. И. В. Наследника Цесаревича полк.
- Август 1857 — Присвоены новые масти лошадей (гнедая, вороная, рыжая и серая).
- 1863—1864 — Участвовал в подавлении Польского восстания.
- Апрель 1864 — Переименован в 3-й уланский Смоленский Е. И. В. Наследника Цесаревича полк[7].
- 2 (14) марта 1881 — Переименован 3-й уланский Смоленский Его Величества полк.

### 8-й драгунский Смоленский Императора Александра III полк
- 13 (25) июля 1882 — Переименован в 8-й драгунский Смоленский Его Величества полк[6].
- 1884 — Полку присвоена гнедая масть.
- 20 сентября (2 октября) 1897 — 175 человек отчислено на формирование 54-го драгунского Новомиргородского полка.
- 2 (14) ноября 1894 — Переименован в 8-й драгунский Смоленский Императора Александра III полк[3].
- 4 (17) декабря 1901 — один взвод выделен на формирование 55-го драгунского Финляндского полка.
- 1905—1906 — Участвовал в усмирении революционного движения в Риге и Либаве (Либавское восстание).

### 3-й уланский Смоленский Императора Александра III полк
- 6 (18) декабря 1907 — переименован в 3-й уланский Смоленский Императора Александра III полк.

Участие в боевых действиях
Полк — активный участник Первой мировой войны. В частности, весной 1915 г. сражался в Прибалтике, когда в бою 15-го мая 2 эскадрона понесли тяжёлые потери.

## Форма 1914 года
Форма одежды, от 1914 года:
- Мундир, воротник, виц-мундир, тулья, выпушка — тёмно-синий, околыш, погоны, лацкан, обшлага, накладка шапки, клапан — воротник, пальто, шинели — белый, металлический прибор — золотой.

## Знаки различия

##### Офицеры
| Описание                          | Знаки различия по состоянию 1908—1917 гг. | Знаки различия по состоянию 1908—1917 гг. | Знаки различия по состоянию 1908—1917 гг. | Знаки различия по состоянию 1908—1917 гг. | Знаки различия по состоянию 1908—1917 гг. | Знаки различия по состоянию 1908—1917 гг. | Знаки различия по состоянию 1908—1917 гг. |
| --------------------------------- | ----------------------------------------- | ----------------------------------------- | ----------------------------------------- | ----------------------------------------- | ----------------------------------------- | ----------------------------------------- | ----------------------------------------- |
| эполеты                           |                                           |                                           |                                           |                                           |                                           |                                           | нет эполета                               |
| погоны                            |                                           |                                           |                                           |                                           |                                           |                                           |                                           |
| погоны походные (образца 1914 г.) |                                           |                                           |                                           |                                           |                                           |                                           |                                           |
| чин                               | полковник                                 | подполковник                              | ротмистр                                  | штабс-ротмистр                            | поручик                                   | корнет                                    | прапорщик (только в военное время)        |
| группа                            | штаб-офицеры                              | штаб-офицеры                              | обер-офицеры                              | обер-офицеры                              | обер-офицеры                              | обер-офицеры                              | обер-офицеры                              |
| категория                         | K-6                                       | K-7                                       | K-9                                       | K-10                                      | K-12                                      | K-12                                      | K-13/14                                   |

##### Унтер-офицеры и рядовые
| описание        | Знаки различия по состоянию на 1908—1917 гг.        | Знаки различия по состоянию на 1908—1917 гг.        | Знаки различия по состоянию на 1908—1917 гг. | Знаки различия по состоянию на 1908—1917 гг.        | Знаки различия по состоянию на 1908—1917 гг. | Знаки различия по состоянию на 1908—1917 гг. | Знаки различия по состоянию на 1908—1917 гг. | Знаки различия по состоянию на 1908—1917 гг. | Знаки различия по состоянию на 1908—1917 гг. | Знаки различия по состоянию на 1908—1917 гг. |
| --------------- | --------------------------------------------------- | --------------------------------------------------- | -------------------------------------------- | --------------------------------------------------- | -------------------------------------------- | -------------------------------------------- | -------------------------------------------- | -------------------------------------------- | -------------------------------------------- | -------------------------------------------- |
| эполеты         | ru: Просьба за изготовлением и перемещением картиу! | ru: Просьба за изготовлением и перемещением картиу! |                                              | ru: Просьба за изготовлением и перемещением картиу! |                                              |                                              |                                              |                                              |                                              |                                              |
| погоны          |                                                     |                                                     |                                              |                                                     |                                              |                                              |                                              |                                              |                                              |                                              |
| погоны походные |                                                     |                                                     |                                              |                                                     |                                              |                                              |                                              |                                              |                                              |                                              |
| воинское звание | зауряд- прапорщик                                   | зауряд- прапорщик                                   | подпрапорщик                                 | подпрапорщик (на должности вахмистра)               | вахмистр                                     | старший унтер-офицер (сверхсрочной службы)   | старший унтер-офицер                         | младший унтер-офицер                         | ефрейтор                                     | улан                                         |
| группа          | унтер-офицеры                                       | унтер-офицеры                                       | унтер-офицеры                                | унтер-офицеры                                       | унтер-офицеры                                | унтер-офицеры                                | унтер-офицеры                                | унтер-офицеры                                | рядовые                                      | рядовые                                      |

Особые чины
| описание        | Знаки различия по состоянию на 1908—1917 гг. | Знаки различия по состоянию на 1908—1917 гг.         | Знаки различия по состоянию на 1908—1917 гг.         | Знаки различия по состоянию на 1908—1917 гг.         | Знаки различия по состоянию на 1908—1917 гг. | Знаки различия по состоянию на 1908—1917 гг. |
| --------------- | -------------------------------------------- | ---------------------------------------------------- | ---------------------------------------------------- | ---------------------------------------------------- | -------------------------------------------- | -------------------------------------------- |
| знаки различия  |                                              |                                                      |                                                      |                                                      |                                              |                                              |
| воинское звание | вахмистр сверхсрочной службы                 | младший унтер-офицер на правах вольноопределяющегося | младший унтер-офицер на правах вольноопределяющегося | младший унтер-офицер на правах вольноопределяющегося | младший унтер-офицер разведчик               |                                              |

## Командиры полка
- 1708 — 07.1733 — подполковник (с 1711 полковник) Челищев, Михаил Фаддеевич
- 07.1733 — 1742 — капитан (впоследствии секунд-майор) Иван Курош
- 1742—1749 — подполковник Андрей Апухтин
- 1749—1765 — подполковник Демьян Лыкошин
- 1765—1774 — полковник Элачиус фон Франкен-Эк
- 1774—1782 — подполковник (с 22.09.1778 бригадир; с 1779 генерал-майор) князь Голицын, Сергей Фёдорович
- 1783—1784 — полковник Якоб Боувер
- 1784—1786 — бригадир Шевич, Георгий Иванович
- 1786—1791 — полковник Кишенский, Фёдор Иванович
- 1791—1793 — гвардии полковник Зубов, Николай Александрович
- 1793-01.1798 — полковник Чичерин, Василий Николаевич
- 28.07.1798 — 22.02.1800 — полковник Гампер, Ермолай Ермолаевич
- 28.04.1800 — 1804 — полковник Бухгольц, Карл Карлович
- 22.04.1804 — 1811 — подполковник (с 1807 полковник) Челищев, Пётр Львович
- 1811—12.1816 — полковник Деконский, Андрей Воинович
- 1817—12.12.1823 — полковник граф Ностиц, Григорий Иванович
- 6.12.1823 — 20.01.1829 — полковник Шеховцов, Михаил Петрович (приказом от 18.11.1828 «назначен состоять по кавалерии», фактически — 20.01.1829 с присвоением чина генерал-майора)
- 20.01.1829 — 1830 — полковник (с 07.1829 генерал-майор) Смиттен, Густав Густавович
- 23.07.1830 — 1839 — подполковник (с мая 1831 полковник) Зверев, Александр Петрович
- 01.09.1839 — 22.05.1848 — полковник Воробьёв, Яков Яковлевич
- 1848 — 21.10.1850 — полковник Ган, Евгений Густавович
- 22.10.1850 — 1851 — полковник Белевцев, Капитон Лукич
- 30.08.1851 — 13.10.1856 — полковник (с 06.12.1853 генерал-майор) Беклемишев, Николай Петрович
- 13.10.1856 — 10.1861 — полковник Тулуз-де-Лотрек, Валериан Александрович
- 1861—1867 — полковник Папаафонасопуло, Георгий Ильич
- 30.10.1867 — 30.08.1874 — полковник Краевский, Константин Степанович
- 30.08.1874 — 30.06.1877 — полковник Рузи, Александр Николаевич
- 17.07.1877 — 01.03.1878 — полковник Салтыков, Пётр Михайлович
- 1878— 24.06.1878 — полковник Гарденин, Яков Александрович
- 1878— 20.03.1879 — полковник фон-дер Лауниц, Василий Емельянович
- 07.04.1879 — 1886 — полковник Засс, Александр Корнильевич
- 25.09.1886 — 19.07.1890 — полковник Нуджевский, Василий Андреевич
- 19.07.1890 — 19.08.1896 — полковник Пахален, Владимир Александрович
- 13.09.1896 — 02.12.1901 — полковник Сахаров, Василий Михайлович
- 02.12.1901 — 09.10.1902 — полковник Орлов, Александр Афиногенович
- 02.11.1902 — 04.08.1905 — полковник Косов, Василий Иванович
- 17.09.1905—10.12.1908 — полковник Тер-Асатуров, Николай Богданович
- 16.01.1909 — 20.06.1909 — полковник Ганжа, Павел Львович
- 31.07.1909 — 17.11.1910 — полковник Савойский, Николай Васильевич
- 24.11.1910 — 08.04.1915 — полковник фон Крузенштерн, Альфред Фёдорович
- 08.04.1915 — 23.06.1916 — полковник Никифоров, Павел Николаевич
- 19.07.1916 — 06.03.1917 — полковник фон Валь, Эрнест-Карл-Вольдемар Георгиевич
- 10.03.1917 — ? — полковник Вилькман, Карл Карлович

## Шефы полка
- 1775—1782 — генерал-аншеф Потёмкин-Таврический Григорий Александрович
- 1782 — 25.06.1784 — генерал-поручик (с 02.1784 генерал-адъютант) Ланской, Александр Дмитриевич
- 1784—1791 — князь Потёмкин-Таврический Григорий Александрович
- 03.12.1796 — 18.07.1797 — генерал-лейтенант Загряжский, Иван Александрович
- 18.07.1797 — 1798 — генерал-майор князь Салагов, Семён Иванович
- 1798—1800 — генерал-лейтенант фон Бринкен, Фёдор Фёдорович
- 13.02.1800 — 1803 — генерал от кавалерии Михельсон, Иван Иванович
- 24.01.1803 — 28.11.1813 — генерал-майор Гампер, Ермолай Ермолаевич
- 08.09.1843 — 12.04.1865 — Великий князь Николай Александрович
- 29.05.1865 — 21.10.1894 — Император Александр III

## Знамёна полка
- 1709 — Одно белое (для первой роты) и четыре цветных знамени присланы из оружейной палаты сроком на пять лет. Древко синее. На знамени изображены две пальмовые ветви, под ними золотое продолговатое кольцо, внутри которого выходящая из облаков рука с обнажённым мечом. Внизу, под переплетёнными ветвями, крест ордена Святого Андрея Первозванного. Знамя обшито золотой бахромой.
- 1769 — Пять знамён из одноцветной камки с полковым гербом: в золотом щите на белом поле жёлтая птица manykodiata без ног, сидящая на чёрной пушке с жёлтым лафетом.
- 25 апреля 1798 — Пожалованы пять штандартов (полковой с белым крестом и углами фиолетового и оранжевого цвета пополам; эскадронные с оранжевым крестом и фиолетовыми углами). Все штандарты с золотой бахромой. Древки зелёные с золочёными полосками, копьё вызолоченное с двуглавым орлом, шнуры и кисти серебряные с чёрным и оранжевым шёлком.
- Июнь — июль 1838 — Александровские орденские ленты на штандарты 1-го, 2-го, 3-го и 4-го дивизионов
- 30 октября 1857 — Штандарт второго дивизиона сдан на хранение в арсенал.

## Боевые отличия
Боевые отличия: знаки на шапки за персидскую войну 1826—27 годов и турецкую войну 1828—29 годов.

## Известные люди, служившие в полку
- Депрерадович, Леонтий Иванович — генерал-майор
- Депрерадович Николай Иванович — генерал-адъютант, генерал от кавалерии
- Барон Дука, Илья Михайлович — генерал от кавалерии
- Жданов, Владимир Петрович[7] — участник русско-турецкой войны 1877—1878 гг.
- Керн, Ермолай Фёдорович — генерал-лейтенант, комендант Смоленска
- Лебедев, Николай Петрович — генерал-лейтенант, Иркутский военный губернатор
- Рунич, Павел Степанович — сенатор
- Шор, Георгий Владимирович — полковой врач, в дальнейшем известный советский патологоанатом и танатолог.